# Bộ tượng đài nhân cách Ľudovít Štúr
Bộ tượng đài nhân cách Ľudovít Štúr (tiếng Slovakia: Súbor pamiatok k osobnosti Ľudovíta Štúra) là một tập hợp công trình nhằm tưởng niệm những nơi gắn liền với cuộc đời và công việc của nhà thơ Ľudovíta Štúra, tọa lạc tại Modrá, Slovakia và vùng phụ cận. Quần thể này được tuyên bố là di tích văn hóa quốc gia vào ngày 16 tháng 8 năm 1994, bao gồm sáu địa điểm:
1. Di tích bia mộ được xây dựng vào năm 1872. Tấm bia là tác phẩm của nhà điêu khắc người Bratislava Feigler, được thêm vào lăng mộ vào ngày 26-28 tháng 11 năm 1872.[2]

1. Ngôi nhà tưởng niệm với tấm bảng tưởng niệm nơi Ľudovít Štúr từng thuê trong thời gian ở Modrá. Ngôi nhà này ở số 192/81 Phố Štúrova.

1. Ngôi nhà tưởng niệm với tấm bảng tưởng niệm tọa lạc tại số 159/3 Phố Dolná. Ľudovít Štúr từng ẩn náu tại đây vào tháng 5 năm 1848.

1. Ngôi nhà tưởng niệm với tấm bảng tưởng niệm ở số 285/84 Phố Štúrova. Ban đầu, ngôi nhà chỉ có Phòng lưu niệm Ľudovít Štúr.[3] Kể từ năm 2006, địa điểm này trở thành trụ sở của Bảo tàng Ľudovít Štúr.[4]

1. Băng ghế Štúrova bên vỉa hè tới Veľká Homola.

1. Ngôi nhà tưởng niệm nơi Ľudovít Štúr mất vì thương tật ở quận Šnaudy, nằm theo hướng từ Modrá đến Šenkvice.